# Беньяминов, Сасон Гаврилович
Сасон Гаврилович Беньяминов (23 апреля 1929, Бухара, Узбекская ССР, СССР — 11 сентября 2022, Рамла, Израиль) — советский и узбекский певец. Народный артист Узбекской ССР (1973).

## Биография
Родился в семье работников искусств. С 1944 года работал артистом Театра юного зрителя в Бухаре. В 1954 году окончил Ташкентскую консерваторию у А. И. Каринского, после чего работал солистом Узбекского театра оперы и балета. Вёл концертную деятельность.
С 1960 года работал преподавателем консерватории, с 1975 года — доцентом Театрально-художественного института в Ташкенте. Был членом Коммунистической партии Советского Союза с 1970 года. В 1994 году уехал в Израиль. В Рамле организовал театр музыкальной драмы и работал там главным режиссёром.

## Творчество
Вокальные партии:
- Евгений Онегин
- Елецкий («Пиковая дама»)
- Фигаро («Севильский цирюльник»)
- Жермон
- Ди Поза («Дон Карлос»)
- Януш («Галька»)
- Хамза («Хамза»)
- Шах Бахрам («Дилором»)
- Буран («Буран»)
- Кучкар («Бессмертие»)

Фильмография:
- 1964 — Где ты, моя Зульфия? — вокал
- 1968 — Дилором — шах Бахрам (вокал)
- 1984 — Легенда о любви — эпизод

## Награды
- 1951 — Медаль «За трудовое отличие»
- 1956 — Третья премия Всесоюзного конкурса вокалистов и артистов балета
- 1964 — Заслуженный артист Узбекской ССР[1]
- 1973 — Народный артист Узбекской ССР[2]